# Florencia Habif

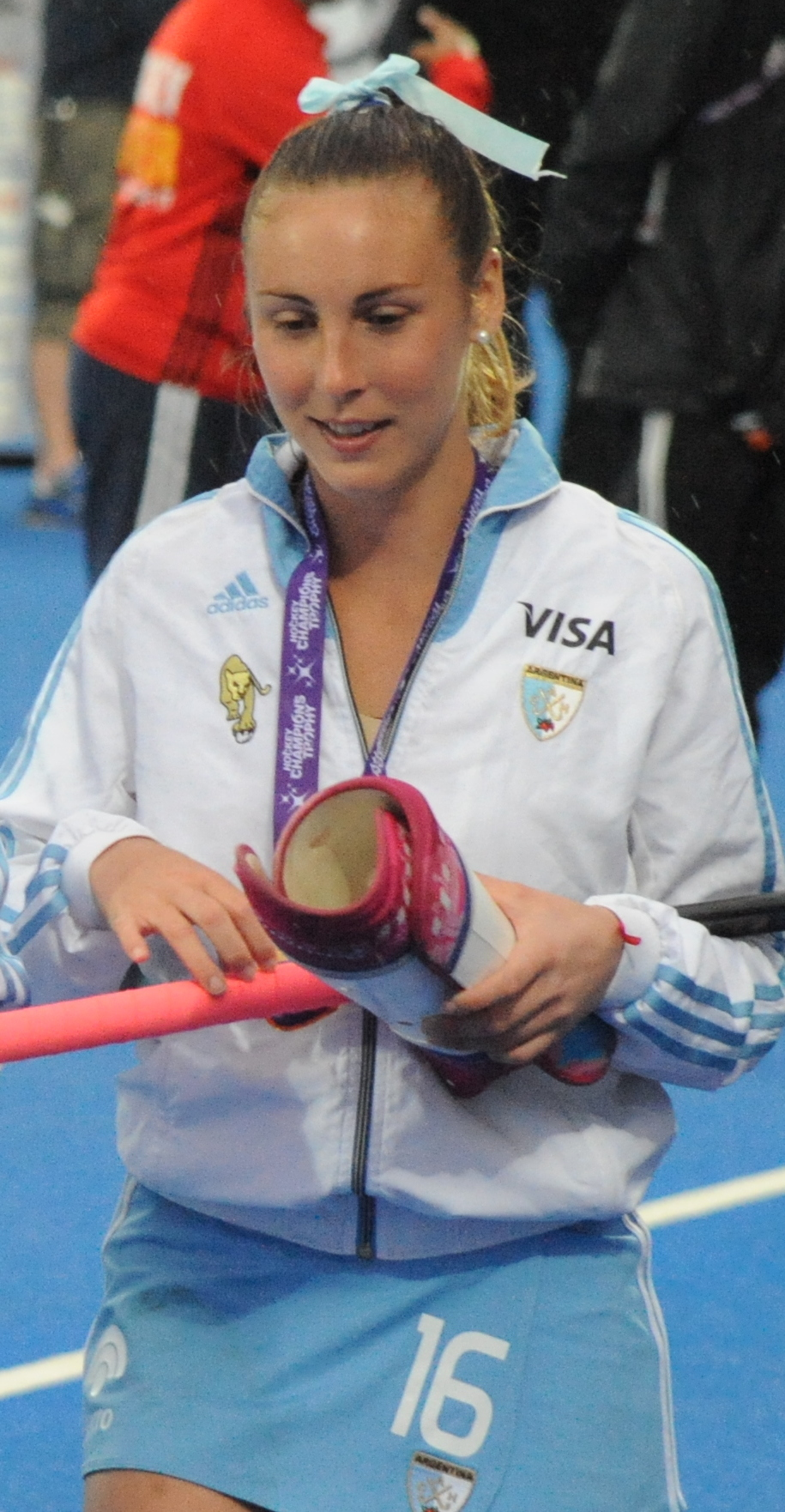
Florencia Habif (2016)

Florencia Martina Habif (* 22. August 1993 in Buenos Aires) ist eine argentinische Hockeyspielerin. Sie war mit der argentinischen Nationalmannschaft Olympiazweite 2012 sowie Weltmeisterschaftsdritte 2014.

## Sportliche Karriere
Die 1,61 m große Verteidigerin nahm mit der argentinischen Auswahl an den Olympischen Jugendspielen 2010 in Singapur teil und belegte den zweiten Platz hinter der niederländischen Mannschaft. 
Habif nahm 2011 als Ersatzspielerin an der FIH Champions Trophy teil. Bei den Olympischen Spielen 2012 in London lagen nach der Vorrunde die Mannschaften aus Argentinien, Neuseeland und Australien nach Punkten gleichauf. Dank des besseren Torverhältnisses kamen die Argentinierinnen und die Neuseeländerinnen weiter. Im Halbfinale besiegten die Argentinierinnen die britische Mannschaft mit 2:1, im Finale unterlagen sie den Niederländerinnen mit 0:2.
Im März 2014 siegten die Argentinierinnen bei den Südamerikaspielen in Santiago de Chile. Im Finale gegen die Chileninnen gewannen die Argentinierinnen mit 3:1. Drei Monate später fand die Weltmeisterschaft in Den Haag statt. Die Argentinierinnen belegten in der Vorrunde den zweiten Platz hinter dem Team aus den Vereinigten Staaten. Im Halbfinale unterlagen die Argentinierinnen den Niederländerinnen mit 0:4, das Spiel um den dritten Platz gewannen sie mit 2:1 gegen das US-Team. Im Finale der Panamerikanischen Spiele 2015 in Toronto trafen die beiden Teams erneut aufeinander und die Mannschaft aus den Vereinigten Staaten gewann mit 2:1.
Bei den Olympischen Spielen 2016 in Rio de Janeiro belegten die Argentinierinnen in der Vorrunde den vierten Platz und unterlagen im Viertelfinale den Niederländerinnen mit 2:3. In den Platzierungsspielen erreichten sie den siebten Platz. London war Austragungsort der Weltmeisterschaft 2018. Die Argentinierinnen belegten in ihrer Vorrundengruppe den zweiten Platz. Im Viertelfinale unterlagen sie den Australierinnen im Shootout. Letztlich belegten die Argentinierinnen den siebten Platz.
Von 2011 bis 2019 bestritt Habif 197 Länderspiele. Auf Vereinsebene spielte sie für den Club de Gimnasia y Esgrima aus Buenos Aires.

## Persönliches
Sie ist die Schwester des argentinischen Hockeynationalspielers Thomas Habif, der aktuell beim Mannheimer HC spielt.